# Quinta Normal
Quinta Normal är en kommun i Chile.   Den ligger i provinsen Provincia de Santiago och regionen Región Metropolitana de Santiago, i den södra delen av landet. Huvudstaden Santiago de Chile ligger i Quinta Normal.

## Omgivning
Runt Quinta Normal är det i huvudsak tätbebyggt. Runt Quinta Normal är det mycket tätbefolkat, med 3 757 invånare per kvadratkilometer.